# تشرنیکوو
تشرنیکوو (به چکی: Černíkov) یک منطقهٔ مسکونی در جمهوری چک است که در ناحیه کلاتووی واقع شده‌است. تشرنیکوو ۱۶٫۷۱ کیلومتر مربع مساحت و ۳۳۱ نفر جمعیت دارد و ۴۹۸ متر بالاتر از سطح دریا واقع شده‌است.

## تاریخچه
برای اولین بار در سال ۱۳۷۹ در ثبت مالیات ولسوالی پیلسن ذکر شد. گفته می‌شود که این روستا به نام کاپبان ملکه یوهانا از بایرن، ČernČk، که بخشی از آن را در اختیار داشت، نامگذاری شده‌است. قسمت دیگر متعلق به یک دلوحومیل بود که محل آن احتمالاً قلعه شیرنپرک بود که در شرق روستا در مکانی مرتفع در بالای حوض قرار داشت. در دوره ای که روستا دنبال کرد، به Czrnyekow , Czarnykow و Czernykow گفته می‌شد. در سال ۱۴۱۰ بخشی از روستا متعلق به قلعه Nový Herštejn بود که قلعه Černíkov نجیب Čeněk بود. صاحبان بعدی شامل دیتریش فون Čiremperk بودند که بعداً امتیاز Černíkov را به دست آورد. در نیمه دوم قرن پانزدهم، برادران Jindřich و Nachval Výrek von Riesenberg مالکیت املاک Černkov بودند. به دلیل تقاضای دستمزد و خسارت، بین برادران Výrek و دوک لودویگ فون لاندشوت یورش بردند. درگیری بین اشرافیان بوهمی و باواریایی در سال ۱۴۷۲ شدت گرفت که ویرک فون ریسنبرگ به منطقه ویشتاخ و دیلنشتاین با ۲٬۰۰۰ مرد حمله کرد. کمپین دیگری علیه کالاهای شورای دوکال پل استراویتبرگر هدایت شد. در پاییز سال ۱۴۷۳، دوک آلبرشت چهارم ارتش باواریایی را به سرپرستی کاپیتان وولفگانگ والدکار به بوهمیا فرستاد، که روستاهای Čرنکوف، اسسیلوف، ولوف، اسمرووویچ، لیبکوف، رودولتایس، مولانک و بابیس را به آتش کشید. با این حمله کور که نه تنها در املاک Výrek von Riesenberg، بلکه سایر صاحبخانه‌ها و روستای Poleň نیز که متعلق به متحد او Břeněk von Ronšperk بود، دوک آلبرشت دشمنان جدیدی را در Bohemia ایجاد کرد. برادران Výrek von Riesenberg حاکمان ویران شده را تقسیم کردند. جیندگیچ Čرنکوف و ناچوال اسسیلوف را دریافت کرد. دهکده بابیتس که از سال ۱۲۳۳ به ثبت رسیده‌است، بازسازی نشده‌است؛ خانه گنج Stará Ves بعداً در بیابان ساخته شد. Jindřich Výrek von Riesenberg در سال ۱۵۰۶ بدون فرزندان درگذشت. اموال وی متعلق به برادرزاده اش ژان بود که با فوت وی شاخه V ofrek von Riesenberg در سال ۱۵۱۴ متوقف شد. میراث به Jindřich Švihovský von Riesenberg رفت، که قلعه ČernČkov را با مزرعه لبنیات، Vorwerk و دهکده Černíkov فروخت و دهکده بیابانی Babice در سال ۱۵۱۹ به دلیل ۷۲۵ شوک Meißnisch groschen به Nicausaus Nebílovský von Drahobuz، که فرمانروایی او را به عهده داشت در قرن شانزدهم نام مکان محبوب Černejkov توسعه یافت. سنگ آهن در راهروهای V šachtšch و V jamách استخراج شد، و صابون‌های طلا در گلدان Rudoltick found یافت شد. در سال ۱۵۹۲ نبولوسکی از درهوبوز املاک Čرنوکوف را با قلعه‌های وحشی سلطه جیزووی به زمین زد. مالک متعاقب آن یوهان کریستوف فون راون بود که املاک را به هاینریش چرنین از و به چودنیتس در ایویوف در سال ۱۶۱۵ فروخت. در رولا Berní از سال ۱۶۵۴، ۱۴ ویژگی برای Černíkov نشان داده شده‌است. در سال ۱۶۶۳، یوهان هرمان سزرنین حکومت را از و به تاودنیتس به ارث برد. دخترش نتوانست اموال اضافی را حفظ کند. ژژووی فروخته شد و املاک Čرنکوف، که در فاصله دور از آن قرار داشت، به Chudenice فروخته شد. Čرنکوف تا قرن 18th یک جماعتی در Úboč بود و پس از آن، کلیسای Poleň تأسیس شد. در سال ۱۸۲۷ مدرسه محلی شروع به تدریس نمود. در کاداستر ترزا، ۲۴ مزرعه مزرعه برای Čرنکوف ساخته شد که یکی از آنها تابع قانون Bystřice nad lavhlavou و دیگری Prokop Adalbert Czernin از و به Chudenitz در Chudenitz بود. در سال ۱۸۳۹ این روستا شامل ۵۵ خانه بود که در آن ۴۷۵ نفر زندگی می‌کردند. تا اواسط قرن نوزدهم، Čرنکوف همیشه تسلیم Chudenice می‌شد.